# Normando Santos
Normando Marques dos Santos, conosciuto come Normando Santos (Recife, 8 ottobre 1932), è un cantante, chitarrista e compositore brasiliano.

## Biografia

### Gli inizi
Da giovane si esibiva come cantante in trasmissioni della Rádio Jornal do Comércio, nella città di nascita. Si trasferì ben presto a Rio de Janeiro, dove proseguì gli studi presso il liceo Mallet Soares, divenendo compagno di scuola di Roberto Menescal. Questi lo introdusse ad alcuni fra i giovani musicisti che si incontravano dando vita all’embrione della bossa nova, e così Normando conobbe Ronaldo Bôscoli, Chico Feitosa e Nara Leão. Inoltre Menescal fu il suo insegnante di chitarra, prima che Normando diventasse a sua volta docente dello strumento all’accademia gestita da Menescal e Carlos Lyra. E con Menescal e Luís Carlos Vinhas formò un gruppo musicale che suonava nei locali della zona meridionale della città carioca. Nello stesso periodo conobbe João Gilberto che – secondo quanto dichiarò lo stesso Normando – gli insegnò molto della chitarra, e poi venne a contatto con tutti i giovani strumentisti che si erano radunati nel gruppo di sperimentatori: Luiz Eça, Sérgio Mendes, i fratelli Castro Neves, Baden Powell, Eumir Deodato e Rosinha de Valença.

### La carriera musicale
La discoteca dell’Hotel Regente, a Rio, fu il primo locale nel quale – dietro suggerimento di Dolores Duran – Normando suonò da professionista. Nel 1959 era accanto a Sylvia Telles, Alaíde Costa, Lyra, Feitosa, Nara Leão e tanti altri giovani musicisti al I Festival di Samba-Session, tenuto nella Facoltà di Architettura di Rio, cantando Jura de pombo, e per la sua voce profonda venne scherzosamente soprannominato da Bôscoli “il Nelson Gonçalves della Bossa Nova”. Grazie al suo stile, nel 1960 il Jornal do Brasil lo definì “il Sinatra della Bossa Nova”. Fu, assieme ai nomi emergenti del nuovo sound, tra i convocati del giornale O Cruzeiro per un reportage sulla bossa nova, e sempre insieme ai nomi eccellenti – Luiz Bonfá, Oscar Castro-Neves con il suo gruppo, Agostinho dos Santos, Carlos Lyra, il sestetto di Sérgio Mendes, Menescal, Sérgio Ricardo, Alaíde Costa, Nara Leão, Sylvinha Telles, Chico Feitosa, Tom Jobim e João Gilberto – fu protagonista dello storico concerto alla Carnegie Hall di New York che lanciò nel mondo la bossa nova.
Al ritorno in Patria, nel 1962 apparve nel film Esse Rio que eu amo per la regia di Carlos Hugo Christensen, poi per la Odeon registrò un disco pubblicato nel 1965 che conteneva, oltre a Samba em preludio, tre sue composizioni: Canção do sem você, scritta in collaborazione con Ronaldo Bôscoli, Eu te amo, composta con Geraldo Casé, e Castelinho, creata con Billy Blanco, e prese parte a diversi programmi televisivi quali Boate Martini, Um instante, maestro, Noite de gala, Expectáculo Tonelux, Se meu apartemento falasse, Dois no balanço, Ponto Rio e Rio rei. Volò poi a Parigi nel 1964 per prendere il posto di Baden Powell nel locale “A Feijoada”, il primo ristorante brasiliano aperto nella città francese. Il suo repertorio si limitava a melodie dal testo portoghese, con l’eccezione di qualche sua composizione in francese come Dame souris trotte, incisa da Françoise Hardy. Le sue canzoni sono state riprese da diversi artisti fra i quali Eliana Pittman, Sérgio Ricardo, Maysa, Núbia Lafayette, Rosana Toledo, Wilson Simonal e Pery Ribeiro.

## Discografia
- 1965 – Samba em preludio-Canção do sem você-Eu te amo-Castelinho • Odeon